# Guerou (Département)
Guerou (arabisch كرو) ist ein Département (Moughataa) in der Verwaltungsregion Assaba in Mauretanien. Hauptstadt des Départements ist Guerou.

## Geographie
Das Département liegt im südlichen Zentrum des Landes in den südlichen Ausläufern des Tagant-Plateaus, die den westlichen Rand des Landschaftsbeckens El Hodh bilden. Es hat eine Fläche von 2801 km² und ist damit das kleinste Département der Verwaltungsregion Assaba. Benachbarte Départements sind im Uhrzeigersinn Moudjeria im Norden, im Osten und Süden Kiffa und im Westen Barkewol.
Die Hauptstadt Guerou liegt in einem von Nordwesten nach Südosten verlaufenden verkehrsgünstigen Einschnitt durch die vielfach zergliederte Hochfläche des Départements. Für den West-Ost-Verkehr Mauretaniens ist er von besonderer Bedeutung. Seine westliche Passhöhe Foum Djoûk wird mit 223 m angegeben, einer der begleitenden Berggipfel im Osten, Mount Tizzai, mit 637 m. Neben der Hauptstadt hat das Département drei weitere Gemeinden.

## Bevölkerung
Die Bevölkerungszahl des Départements hat in den Jahren 2000 bis 2023 von 31.480 auf 67.964 Einwohner zugenommen. Es besteht aus den Gemeinden
- El Ghayra
- Guerou
- Kamour
- Oudey Jrid